# العلاقات الغرينادية الميكرونيسية
العلاقات الغرينادية الميكرونيسية هي العلاقات الثنائية التي تجمع بين غرينادا وولايات ميكرونيسيا المتحدة.

## مقارنة بين البلدين
هذه مقارنة عامة ومرجعية للدولتين:
| وجه المقارنة                                              | غرينادا                                         | ولايات ميكرونيسيا المتحدة |
| --------------------------------------------------------- | ----------------------------------------------- | ------------------------- |
| المساحة (كم2)                                             | 348                                             | 702                       |
| عدد السكان (نسمة)                                         | 107.83 ألف                                      | 105.54 ألف                |
| الكثافة السكانية (ن./كم²)                                 | 30.99 ألف                                       | 15.03 ألف                 |
| العاصمة                                                   | سانت جورجز                                      | باليكير                   |
| اللغة الرسمية                                             | لغة إنجليزية، لغة غرينادا الكريولية الإنجليزية ‏ | لغة إنجليزية              |
| العملة                                                    | دولار شرق الكاريبي                              | دولار أمريكي              |
| الناتج المحلي الإجمالي (بليون دولار)                      | 1.12 مليار                                      | 336.43 مليون              |
| الناتج المحلي الإجمالي (تعادل القوة الشرائية) بليون دولار | 1.45 مليار                                      | 365.27 مليون              |
| الناتج المحلي الإجمالي الاسمي للفرد دولار أمريكي          | 9.21 ألف                                        | 3.02 ألف                  |
| الناتج المحلي الإجمالي للفرد دولار أمريكي                 | 12.43 ألف                                       |                           |
| مؤشر التنمية البشرية                                      | 0.750                                           | 0.640                     |
| رمز المكالمات الدولي                                      | +1473                                           | +691                      |
| رمز الإنترنت                                              | .gd                                             | .fm                       |
| المنطقة الزمنية                                           | 00                                              |                           |

## منظمات دولية مشتركة
يشترك البلدان في عضوية مجموعة من المنظمات الدولية، منها:
| علم المنظمة | اسم المنظمة                                 | تاريخ انضمام غرينادا | تاريخ انضمام ولايات ميكرونيسيا المتحدة |
| ----------- | ------------------------------------------- | -------------------- | -------------------------------------- |
|             | تحالف الدول الجزرية الصغيرة                 | ?                    | ?                                      |
|             | البنك الدولي للإنشاء والتعمير               | 27 أغسطس 1975        | 24 يونيو 1993                          |
|             | يونسكو                                      | 17 فبراير 1975       | 19 أكتوبر 1999                         |
|             | وكالة ضمان الاستثمار متعدد الأطراف          | 12 أبريل 1988        | 11 أغسطس 1993                          |
|             | الاتحاد الدولي للاتصالات                    | 17 نوفمبر 1981       | 18 مارس 1993                           |
|             | مؤسسة التمويل الدولية                       | 28 أغسطس 1975        | 24 يونيو 1993                          |
|             | مؤسسة التنمية الدولية                       | 28 أغسطس 1975        | 24 يونيو 1993                          |
|             | الأمم المتحدة                               | 17 سبتمبر 1974       | 17 سبتمبر 1991                         |
|             | مجموعة دول أفريقيا والكاريبي والمحيط الهادئ | ?                    | ?                                      |
|             | منظمة حظر الأسلحة الكيميائية                | ?                    | ?                                      |
|             | المركز الدولي لتسوية المنازعات الاستشارية   | 23 يونيو 1991        | 24 يوليو 1993                          |